# بيير إبراهام
بيير إبراهام (بالفرنسية: Pierre Abraham)‏ هو ناقد أدبي وصحفي وطيار وكاتب فرنسي، ولد في 1 مارس 1892 في الدائرة الثامنة في باريس في فرنسا، وتوفي في 20 مايو 1974 في الدائرة الرابعة في باريس في فرنسا.